# Max Schwarze (Fußballspieler)
Max Schwarze (* 19. Mai 1885 in Karlsruhe; † 5. April 1951 in Goch) war ein deutscher Fußballspieler.

## Karriere
Max Richard Paul Schwarze gehörte dem Karlsruher FV an, für den er als 19-jähriger Mittelfeldspieler in den vom Verband Süddeutscher Fußball-Vereine ausgetragenen Meisterschaften zunächst im Gau Mittelbaden, ab der Saison 1908/09 im leistungsdichteren und nicht in Gaue unterteilten Südkreis, bis Saisonende 1913/14, abgesehen von seinem zweinmonatigen Gastspiel für den Frankfurter FV, Punktspiele bestritt.
Am Ende seiner Premierensaison im Seniorenbereich gewann er über die Meisterschaft im Gau Mittelbaden, zu der in den beiden Folgespielzeiten noch zwei folgen sollten, die Südkreismeisterschaft und die Süddeutsche Meisterschaft. Mit diesem Erfolg war er mit der Mannschaft für die Endrunde um die Deutsche Meisterschaft qualifiziert. Nachdem er als Teil der Mannschaft das am 28. Mai 1905 in Hanau ausgetragene Viertelfinale gegen den Duisburger SpV mit 1:0 gewonnen hatte, erreichte er per Freilos im Halbfinale, das am 11. Juni 1905 in Köln angesetzte Finale – das gegen den BTuFC Union 1892 mit 0:2 verloren wurde.
Fünf Jahre später konnte er mit der Mannschaft seine Titelsammlung vergrößern: er gewann je dreimal in Folge die Südkreismeisterschaft und die Süddeutsche Meisterschaft. Sein größter Erfolg jedoch war der Gewinn der Deutschen Meisterschaft im Jahr 1910. Als Süddeutscher Meister war er für die Endrunde qualifiziert und bestritt alle drei Spiele, einschließlich des am 15. Mai 1910 in Köln gegen Holstein Kiel mit 1:0 n. V. gewonnenen Finales. In den Spielzeiten 1911/12 und 1912/13 wurde er in der Endrunde nicht eingesetzt.

## Erfolge
- Deutscher Meister 1910
- Süddeutscher Meister 1905, 1910, 1911, 1912
- Nordkreismeister 1913
- Südkreismeister 1905, 1910, 1911, 1912
- Meister Gau Mittelbaden 1905, 1906, 1908

## Sonstiges
Als Diplom-Ingenieur in Frankfurt am Main tätig, spielte er von März bis Mai 1913 für den Frankfurter FV im Nordkreis. Da der Frankfurter FV am Saisonende die Nordkreismeisterschaft gewann, ist ihm ein Anteil daran zuzuschreiben.
Mit seiner Ehefrau Emilie (geborene Egetmeyer), die er 1916 geehelicht hatte, zog er später nach Grevenbroich, im Städtedreieck Düsseldorf-Köln-Mönchengladbach gelegen. Am 5. April 1951 – ein halbes Jahr nach dem Tod seiner Ehefrau – erlag er nach einem schweren Autounfall einer Hirnblutung im niederrheinischen Wilhelm-Anton-Hospital Goch bei Kleve. Seine letzte Ruhestätte fand er in Grevenbroich.